# Sh2-91
Sh2-91 est une nébuleuse en émission visible dans la constellation du Cygne.
Le nuage est situé à environ 1° au nord de la fameuse double optique Albireo (β Cygni), une étoile de magnitude 3 également visible depuis les centres urbains. Malgré sa grande taille, Sh2-91 est très faible et son observation est extrêmement difficile, ainsi que sa récupération photographique, qui peut se faire grâce à l'utilisation de filtres spéciaux. Le meilleur moment pour l'observer dans le ciel du soir est de juin à décembre, surtout depuis les régions boréales.
Sh2-91 constitue le filament méridional le plus étendu du résidu de supernova G65.2+5.7, situé à environ 800 pc (∼2 610 al) du système solaire dans une région galactique riche en nuages moléculaires denses, sur laquelle se trouve le Grand Rift. G65.2+5.7 est en fait une superbulle étendue sur environ 180 pc (∼587 al) et située à environ 80 pc (∼261 al) au nord du plan galactique. Sh2-91 montre une forte polarisation, indiquant la présence d'un champ magnétique puissant,.